# Abdel Nader
Abdel Rahman Nader (in arabo عبد الرحمن نادر‎?; Alessandria d'Egitto, 25 settembre 1993) è un cestista egiziano con cittadinanza statunitense.

## Carriera
È stato selezionato dai Boston Celtics al secondo giro del Draft NBA 2016 (58ª scelta assoluta).

## Statistiche

### College
| Anno      | Squadra             | PG  | PT | MP   | TC%  | 3P%  | TL%  | RP  | AP  | PRP | SP  | PP   |
| --------- | ------------------- | --- | -- | ---- | ---- | ---- | ---- | --- | --- | --- | --- | ---- |
| 2011-2012 | N. Illinois Huskies | 31  | 29 | 24,2 | 33,7 | 29,9 | 68,2 | 4,2 | 1,1 | 0,7 | 0,7 | 10,4 |
| 2012-2013 | N. Illinois Huskies | 19  | 18 | 25,4 | 33,7 | 27,7 | 77,2 | 5,6 | 0,9 | 1,3 | 0,5 | 13,1 |
| 2014-2015 | Iowa St. Cyclones   | 32  | 0  | 16,4 | 40,6 | 21,7 | 76,7 | 2,9 | 0,7 | 0,4 | 0,5 | 5,8  |
| 2015-2016 | Iowa St. Cyclones   | 35  | 35 | 31,1 | 47,8 | 37,1 | 73,6 | 5,0 | 1,5 | 1,1 | 0,7 | 12,9 |
| Carriera  | Carriera            | 117 | 82 | 24,3 | 39,1 | 30,5 | 73,1 | 4,3 | 1,1 | 0,8 | 0,6 | 10,3 |

### NBA

#### Regular Season
| Anno      | Squadra          | PG  | PT | MP   | TC%  | 3P%  | TL%  | RP  | AP  | PRP | SP  | PP  |
| --------- | ---------------- | --- | -- | ---- | ---- | ---- | ---- | --- | --- | --- | --- | --- |
| 2017-2018 | Boston Celtics   | 48  | 1  | 10,9 | 33,6 | 35,4 | 59,0 | 1,5 | 0,5 | 0,3 | 0,2 | 3,0 |
| 2018-2019 | Oklahoma Thunder | 61  | 1  | 11,4 | 42,3 | 32,0 | 75,0 | 1,9 | 0,3 | 0,3 | 0,2 | 4,0 |
| 2019-2020 | Oklahoma Thunder | 55  | 6  | 15,8 | 46,8 | 37,5 | 77,3 | 1,8 | 0,7 | 0,4 | 0,4 | 6,3 |
| 2020-2021 | Phoenix Suns     | 24  | 0  | 14,8 | 49,1 | 41,9 | 75,7 | 2,6 | 0,8 | 0,4 | 0,4 | 6,7 |
| 2021-2022 | Phoenix Suns     | 14  | 0  | 10,4 | 34,3 | 28,6 | 60,0 | 1,9 | 0,5 | 0,6 | 0,3 | 2,4 |
| Carriera  | Carriera         | 202 | 8  | 12,8 | 42,8 | 35,7 | 71,8 | 1,9 | 0,5 | 0,4 | 0,3 | 4,6 |

#### Playoffs
| Anno     | Squadra          | PG | PT | MP  | TC%  | 3P%  | TL%  | RP  | AP  | PRP | SP  | PP  |
| -------- | ---------------- | -- | -- | --- | ---- | ---- | ---- | --- | --- | --- | --- | --- |
| 2018     | Boston Celtics   | 11 | 0  | 3,0 | 33,3 | 0,0  | 50,0 | 0,3 | 0,3 | 0,1 | 0,1 | 1,1 |
| 2019     | Oklahoma Thunder | 3  | 0  | 1,7 | 50,0 | -    | -    | 0,0 | 0,0 | 0,0 | 0,3 | 0,7 |
| 2020     | Oklahoma Thunder | 3  | 0  | 8,3 | 14,3 | 20,0 | 50,0 | 1,0 | 0,0 | 0,3 | 0,7 | 1,3 |
| 2021     | Phoenix Suns     | 5  | 0  | 5,8 | 33,3 | 0,0  | -    | 1,0 | 0,0 | 0,0 | 0,0 | 0,8 |
| Carriera | Carriera         | 22 | 0  | 4,2 | 30,0 | 9,1  | 50,0 | 0,5 | 0,1 | 0,1 | 0,2 | 1,0 |

### G League
| Anno      | Squadra         | PG | PT | MP   | TC%  | 3P%  | TL%  | RP  | AP  | PRP | SP  | PP   |
| --------- | --------------- | -- | -- | ---- | ---- | ---- | ---- | --- | --- | --- | --- | ---- |
| 2016-2017 | Maine Red Claws | 40 | 40 | 33,5 | 44,6 | 34,7 | 79,4 | 6,2 | 3,9 | 1,0 | 0,8 | 21,3 |
| 2017-2018 | Maine Red Claws | 4  | 4  | 37,0 | 41,8 | 40,9 | 83,3 | 5,8 | 1,5 | 1,0 | 1,8 | 21,3 |
| 2018-2019 | Oklahoma Blue   | 3  | 3  | 29,8 | 50,9 | 26,3 | 70,0 | 6,7 | 3,7 | 1,7 | 0,0 | 24,3 |
| Carriera  | Carriera        | 47 | 47 | 33,6 | 44,8 | 34,7 | 79,0 | 6,2 | 3,7 | 1,0 | 0,9 | 21,5 |

## Palmarès
- NBA Development League Rookie of the Year Award (2017)
- All-NBDL Second Team (2017)
- All-NBDL All-Rookie First Team (2017)
- NBA D-League All-Star (2017)